# Bazzania tridenticulata
Bazzania tridenticulata là một loài Rêu trong họ Lepidoziaceae. Loài này được Horik. mô tả khoa học đầu tiên năm 1934.